# Disney Resort Line

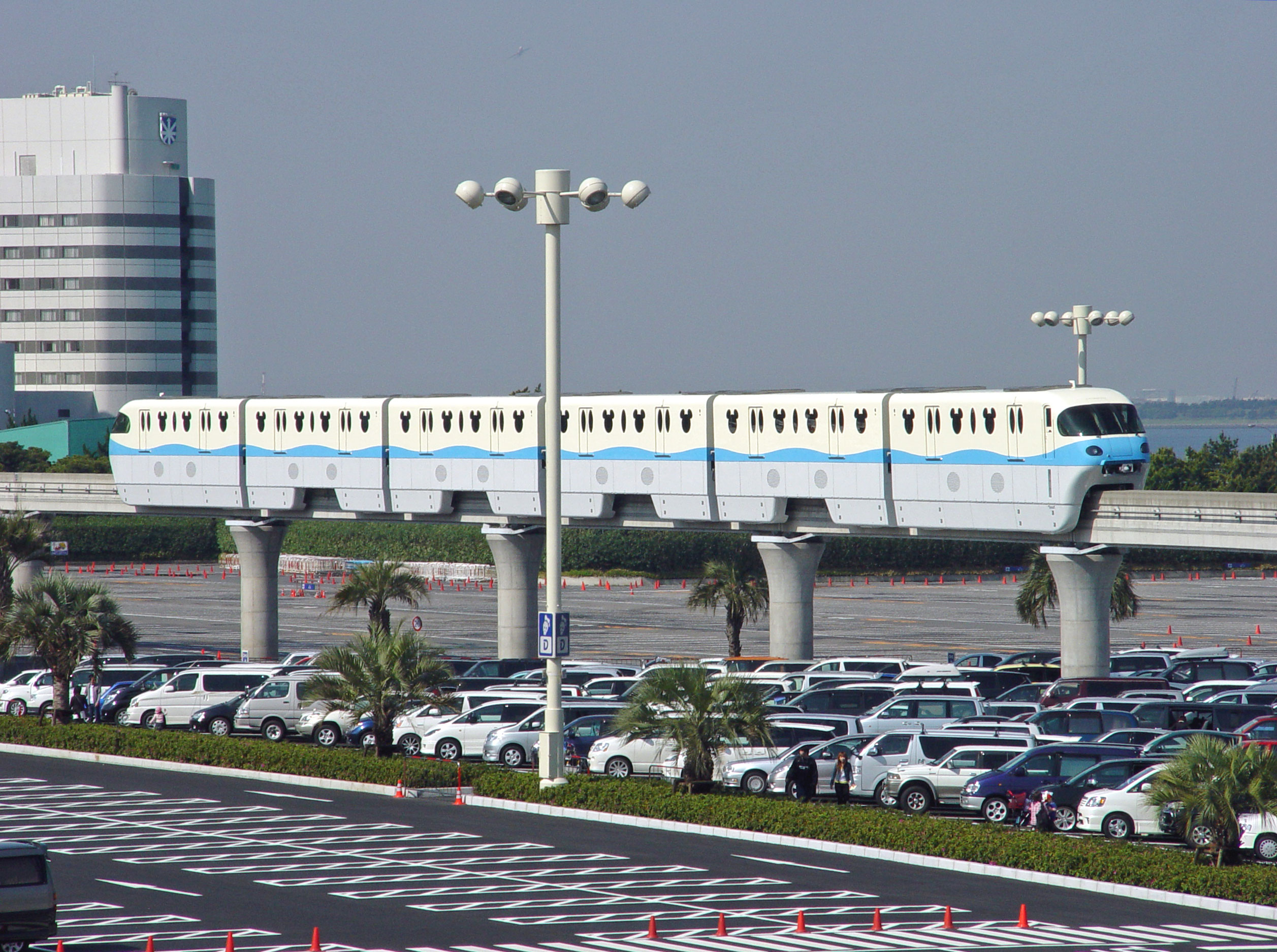

Disney Resort Line (japanska: ディズニーリゾートライン, Dizunī Rizōto Rain?) är en automatisk monorail som binder ihop Maihama station med Tokyo Disney Resort i Japan. Tågen körs av Maihama Resort Line.